# Mülk

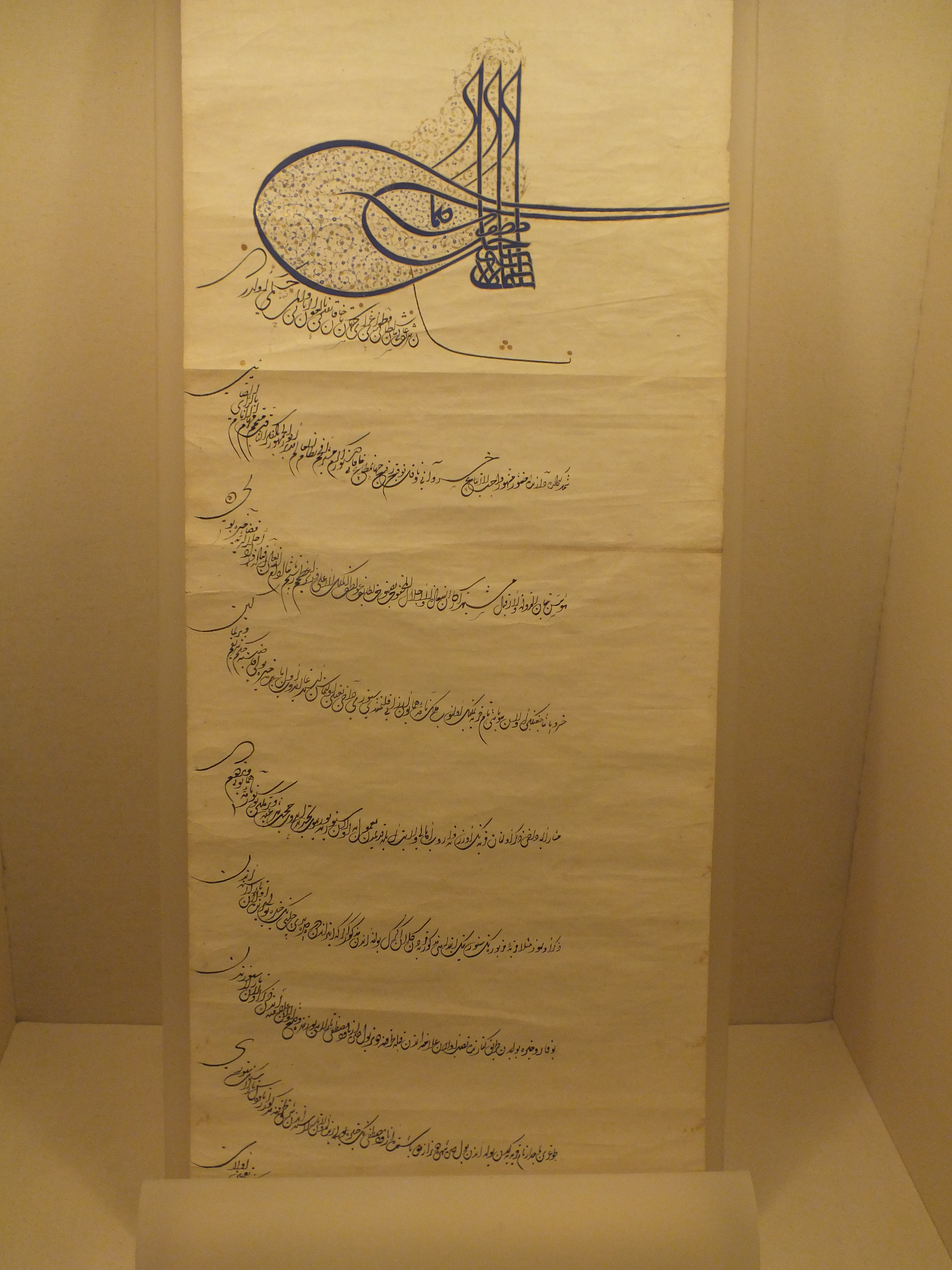
Un sinirname per il villaggio di Subasi, nel distretto di Hayrabolu, nella Tracia orientale; che era terra mülk (di proprietà) appartenente a Rustem Pascià. La parte superiore del sinirname è firmata con la tughra imperiale.

Il mülk era un tipo di proprietà terriera sotto l'Impero ottomano.

## Caratteristiche del mülk
Il mülk era simile alla terra di proprietà; i proprietari potevano acquistare, vendere e ipotecare liberamente ed era esente da alcuni tipi di tasse fondiarie. Il mülk era qualcosa di più della semplice terra; poteva anche includere il diritto a pagamenti annuali del malikâne (un appalto delle imposte) da parte di mezzadri e agricoltori.

## Contesto
In gran parte del Vicino oriente, il mülk può essere contrapposto al miri, che era effettivamente una terra controllata dallo stato (probabilmente un ex mülk veniva confiscato a favore dello stato quando il proprietario non aveva eredi a cui trasmetterlo).
In un certo senso, il mülk era simile alla proprietà del waqf.